# Ренфрю
Ре́нфрю (англ. Renfrew, шотл. гел. Rinn Friù) — місто в центрі Шотландії, в області Ренфрюшир.
Знаходиться в 6 милях (10 км) на захід від Глазго на заході центральної низовини Шотландії. Це історичне повітове місто. 
Вважається "Колискою Королівських Стюартів" за її ранній зв'язок з колишнім королівським домом Шотландії. Ренфрю отримав статус королівського міста в 1397 році.
Населення міста становить 20 020 осіб (2006).

## Історія
Як графське місто Ренфрю колись був центром місцевого самоврядування з власними землями в околицях. Пізніше графство стало відомим як "Ренфрюшир", центр місцевого самоврядування поступово переміщувався з Ренфрю на його більшого сусіда Пейслі.
Після реорганізації 1996 року Ренфрюшир був розподілений для цілей місцевого самоврядування на три сучасні місцеві ради: Ренфрюшшир із значно меншими межами, ніж старе графство, включаючи Ренфрю та адміністративний центр у Пейслі; Інверклід з центром у Грінок, що охоплює західну частину графства; та Східний Ренфрюшир, з центром у Гіффноку. Межі історичного графства Ренфрю залишаються для ряду церемоніальних та адміністративних цілей.
Вважається що Династія Стюартів була заснований з замку Ренфрю. У 1164 році це було місцем битви при Ренфрю - вирішальної перемога шотландської корони над Сомерледом, Володарем островів. 
Зважаючи на свій зв’язок з монархією та значення перемоги при Ренфрю, спадкоємець Шотландського престолу став мати титул барона Ренфрю та Лорда островів.
Пізніше цей титул перейшов до спадкоємця Британського престолу. Нинішнім володарем якого є принц Чарльз, герцог Розесей.